# França (calciatore 1995)
França, pseudonimo di Carlos Henrique França Freires (Brasilia, 9 febbraio 1995), è un calciatore brasiliano, attaccante del Persijap Jeapara.

## Carriera
Inizia la propria carriera nei campionati statali e nelle serie minori del campionato brasiliano. Nel corso della stagione 2018, il Cianorte lo cede in prestito all'América-MG e il 24 novembre 2018 ha esordito in Série A, disputando l'incontro vinto per 1-0 contro il Bahia. Nel corso della stagione colleziona un'altra presenza in campionato; rimane al club mineiro fino al termine della stagione 2019, in seguito alla scadenza del prestito. In seguito ha continuato a giocare nei campionati statali e nelle serie minori del campionato brasiliano con il Cianorte e in prestito ad altre squadre brasiliane. Nell'estate del 2022 approda in Bulgaria alla Lokomotiv Sofia.

## Statistiche

### Presenze e reti nei club
Statistiche aggiornate al 10 marzo 2025.
| Stagione            | Squadra             | Campionato          | Campionato | Campionato | Coppe nazionali | Coppe nazionali | Coppe nazionali | Coppe continentali | Coppe continentali | Coppe continentali | Altre coppe | Altre coppe | Altre coppe | Totale | Totale |
| Stagione            | Squadra             | Comp                | Pres       | Reti       | Comp            | Pres            | Reti            | Comp               | Pres               | Reti               | Comp        | Pres        | Reti        | Pres   | Reti   |
| ------------------- | ------------------- | ------------------- | ---------- | ---------- | --------------- | --------------- | --------------- | ------------------ | ------------------ | ------------------ | ----------- | ----------- | ----------- | ------ | ------ |
| 2016                | Comercial-SP        | A3/SP               | 2          | 0          |                 | -               | -               |                    | -                  | -                  |             | -           | -           | 2      | 0      |
| 2017                | Comercial-SP        | A3/SP               | 9          | 0          |                 | -               | -               |                    | -                  | -                  |             | -           | -           | 9      | 0      |
| Totale Comercial-SP | Totale Comercial-SP | Totale Comercial-SP | 11         | 0          |                 | -               | -               |                    | -                  | -                  |             | -           | -           | 11     | 0      |
| 2018                | Cruzeiro-RS         | PD/RS               | 8          | 1          |                 | -               | -               |                    | -                  | -                  |             | -           | -           | 8      | 1      |
| 2018                | Cianorte            | A1/PR+D             | 0+2        | 0          | CB              | 0               | 0               |                    | -                  | -                  |             | -           | -           | 2      | 0      |
| 2018                | América-MG          | M1/MG+A             | 0+2        | 0          | CB              | 0               | 0               |                    | -                  | -                  |             | -           | -           | 2      | 0      |
| 2019                | América-MG          | M1/MG+B             | 10+14      | 3+0        | CB              | 2               | 0               |                    | -                  | -                  |             | -           | -           | 26     | 3      |
| Totale América-MG   | Totale América-MG   | Totale América-MG   | 26         | 3          |                 | 2               | 0               |                    | -                  | -                  |             | -           | -           | 28     | 3      |
| 2020                | Cianorte            | A1/PR               | 15         | 1          |                 | -               | -               |                    | -                  | -                  |             | -           | -           | 15     | 1      |
| 2020                | Mirassol            | A1/SP+D             | 0+17       | 0+3        |                 | -               | -               |                    | -                  | -                  |             | -           | -           | 17     | 3      |
| 2021                | São José-RS         | PD/RS+C             | 11+0       | 1+0        |                 | -               | -               |                    | -                  | -                  |             | -           | -           | 11     | 1      |
| 2021                | Santa Cruz          | A1/PR+C             | 3+6        | 0          | CB              | 0               | 0               |                    | -                  | -                  |             | -           | -           | 9      | 0      |
| 2021                | Caxias              | PD/RS+D             | 0+5        | 0          | CB              | 0               | 0               |                    | -                  | -                  |             | -           | -           | 5      | 0      |
| 2022                | Caxias              | PD/RS+D             | 11+0       | 2+0        |                 | -               | -               |                    | -                  | -                  |             | -           | -           | 11     | 2      |
| Totale Caxias       | Totale Caxias       | Totale Caxias       | 16         | 2          |                 | 0               | 0               |                    | -                  | -                  |             | -           | -           | 16     | 2      |
| 2022                | Brasil de Pelotas   | PD/RS+C             | 0+7        | 0          | CB              | 0               | 0               |                    | -                  | -                  |             | -           | -           | 7      | 0      |
| 2022-2023           | Lokomotiv Sofia     | 1L                  | 23         | 3          | CB              | 1               | 1               |                    | -                  | -                  |             | -           | -           | 24     | 4      |
| 2024-2025           | Mohammedan          | ISL                 | 24         | 1          | SC              | 0               | 0               | -                  | -                  | -                  | DC          | -           | -           | 24     | 1      |
| 2025-2026           | Persijap Jeapara    | L1                  | 0          | 0          | -               | -               | -               | -                  | -                  | -                  | -           | -           | -           | 0      | 0      |
| Totale carriera     | Totale carriera     | Totale carriera     | 168        | 15         |                 | 3               | 1               |                    | -                  | -                  |             | -           | -           | 171    | 16     |